# Чоррера
Чоррера — доколумбова культура, существовавшая вдоль реки Гуаяс (Эквадор) с XVIII по III вв. до н. э.
Оказала большое влияние на значительную часть территории современного Эквадора, влияние распространялось на некоторые регионы Амазонии. Занимались натуральным сельским хозяйством и сбором съедобных моллюсков, таких, как Spondylus. Представляла собой сильно иерархизованное общество.